# Jonny Magallón
Jose Jonny Magallon (Ocotlán, 21 de novembro de 1981) é um futebolista mexicano. Joga na posição de zagueiro. Já jogou no CD Tapatío mas atualmente joga no Club Deportivo Mineros de Zacatecas.

## Carreira
Fausto Pinto integrou a Seleção Mexicana de Futebol na Copa América de 2007. Foi convocado para a Copa do Mundo de 2010 pela Seleção Mexicana de Futebol.

## Títulos
Seleção Mexicana
- Copa América de 2007: 3º Lugar